# 7人制ラグビー女子イングランド代表
7人制ラグビー女子イングランド代表（英語: England women's national rugby sevens team）は、国際大会に派遣される7人制ラグビーの女子イングランド代表チームである。
ワールドラグビーセブンズシリーズ、ラグビーワールドカップセブンズなどに出場している。ちなみにオリンピックは代表チームがオリンピック委員会単位での出場しか認められていないので出場できない。

## 歴史
2012年からワールドラグビーセブンズシリーズに参加。
その後2013年、ヒューストンセブンズでワールドラグビーセブンズシリーズでの初優勝を果たす。

## 成績

### 夏季オリンピック
| 年   | ラウンド      | 順位 | 試 | 勝 | 負 | 分 |
| ---- | ------------- | ---- | -- | -- | -- | -- |
| 2016 | 3位決定戦敗北 | 4    | 6  | 4  | 2  | 0  |
| 計   | 優勝 0 回     | 1/1  | 6  | 4  | 2  | 0  |

### ワールドカップ
| 年   | ラウンド       | 順位 | 試 | 勝 | 負 | 分 |
| ---- | -------------- | ---- | -- | -- | -- | -- |
| 2009 | プレート優勝   | 5    | 6  | 5  | 1  | 0  |
| 2013 | プレート準優勝 | 6    | 6  | 3  | 3  | 0  |
| 2018 |                | 9    | 4  | 3  | 1  | 0  |
| 計   | 優勝 0回       | 3/3  | 16 | 11 | 5  | 0  |

### ワールドセブンズシリーズ
- 2012-2013シーズン - 2位
- 2013-2014シーズン - 4位
- 2014-2015シーズン - 4位
- 2015-2016シーズン - 4位
- 2016-2017シーズン - 8位
- 2017-2018シーズン - 8位
- 2018-2019シーズン - 6位
- 2019-2020シーズン - 8位

## 直近大会の代表スコッド
1. ヘザー・フィッシャー
2. アレックス・マシューズ
3. アビー・ブラウン
4. シドニー・グレッグソン
5. メーガン・ジョーンズ
6. デボラ・フレミング
7. ヘレナ・ローランド
8. アビー・バートン
9. アミ－・ウィルソン・ハーディ
10. ベス・ウィルコック
11. ジョディ・オンレー
12. ジョージ・リンガ
13. エリー・キルドゥンネ